# اوتاتسوسور
اوتاتسوسور (نام علمی: Utatsusaurus hataii) نام یک سرده از رده خزندگان است.